# (2784) Domeyko
(2784) Domeyko (1975 GA; 1959 TS; 1972 KD; 1972 LK; 1979 ST1; 1982 JB) ist ein Asteroid des inneren Hauptgürtels, der am 15. April 1975 vom chilenischen Astronomen Carlos Torres am Cerro El Roble-Observatorium auf dem Cerro El Roble im Nationalpark La Campana in der Región de Valparaíso in Chile (IAU-Code 805) entdeckt wurde.

## Benennung
(2784) Domeyko wurde nach dem polnischen Geologen und Mineralogen Ignacy Domeyko (1802–1889) benannt, der 1830 als Lehrer von Chemie und Mineralogie nach Chile zog. 1846 wurde er Professor für Mineralogie und später Rektor an der Universidad de Chile in Santiago de Chile. In Anerkennung seiner umfangreichen geologischen Untersuchungen im ganzen Land bot ihm die Regierung die chilenische Staatsangehörigkeit an.